# Jared Aulin
Jared Aulin (* 15. März 1982 in Calgary, Alberta) ist ein ehemaliger kanadischer Eishockeyspieler, der zuletzt bei Manchester Storm aus der Elite Ice Hockey League unter Vertrag stand.

## Karriere

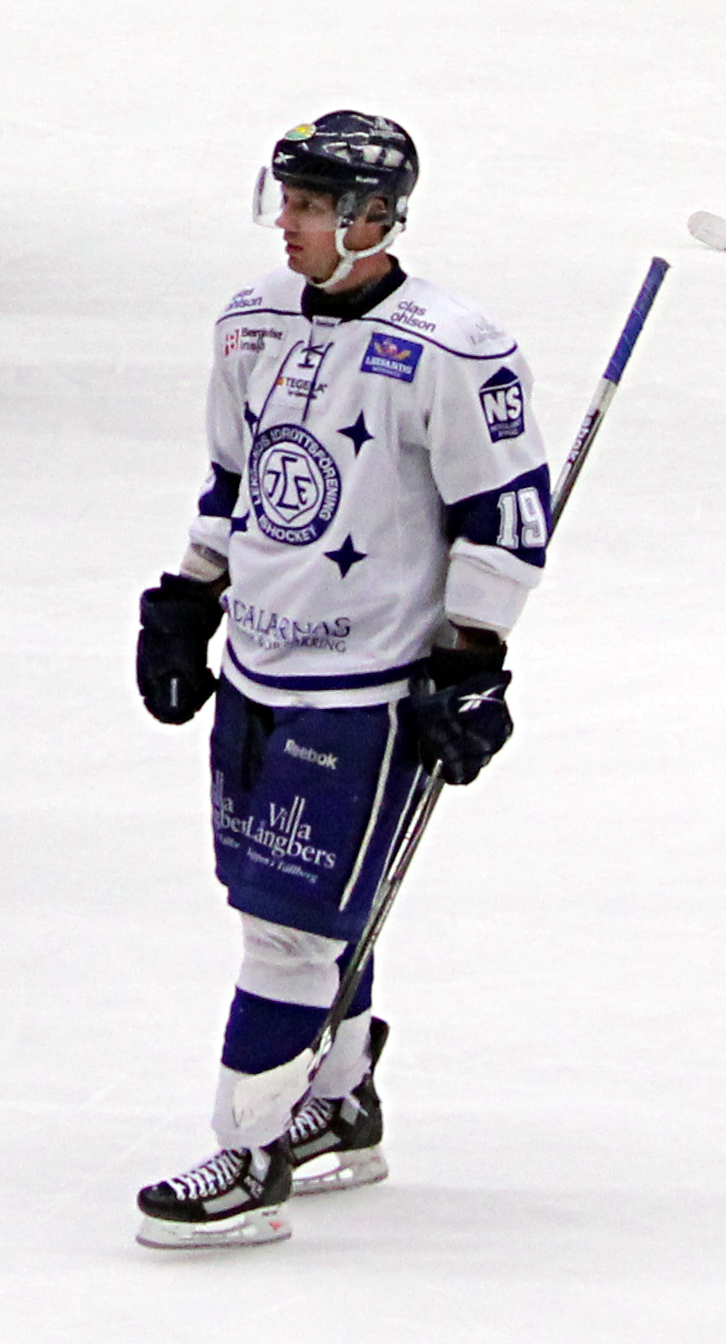
Aulin im Trikot von Leksands IF

Nachdem Aulin bereits einige Jahre in seiner Heimat Eishockey gespielt hatte, startete der damals 16-jährige seine Karriere bei den Kamloops Blazers aus der Western Hockey League. Dort konnte er die Aufmerksamkeit der Colorado Avalanche aus der National Hockey League auf sich ziehen, die ihn im NHL Entry Draft 2000 in der zweiten Runde an 47. Position auswählten. In der folgenden Saison konnte der junge Aulin 108 Scorerpunkte in 70 Spielen für die Kamloops Blazers erzielen. Außerdem wurden seine Rechte im März 2001 von der Colorado Avalanche zu den Los Angeles Kings transferiert. Damit wurde ein Transfer aus dem Vormonat komplettiert, bei dem Rob Blake und Steven Reinprecht von Los Angeles nach Denver gewechselt waren.
Bei der Weltmeisterschaft der U20-Junioren im Jahr 2002 erzielte der Rechtsschütze neun Punkte in sieben Spielen und gewann zusammen mit der kanadischen Mannschaft die Silbermedaille. Am 1. Juni 2002 unterschrieb Aulin einen Dreijahres-Einstiegsvertrag bei den Los Angeles Kings, wobei er hauptsächlich für deren Farmteam, die Manchester Monarchs, aus der American Hockey League auf dem Eis stand. Während der Saison 2002/03 debütierte er jedoch auch in der National Hockey League, wo er zwei Tore erzielen konnte.
In der Vorbereitung zur Saison 2003/04 erlitt der Kanadier eine Schulterverletzung. Nachdem der Stürmer den Großteil der Saison verletzt geblieben war, wurde er im März 2004 für Anson Carter zu den Washington Capitals getauscht. Nach seiner Rückkehr spielte der Kanadier bei den Portland Pirates und den Hershey Bears, den damaligen Farmteams der Capitals. Trotz des Gewinns des Calder Cups mit Hershey im Jahr 2006 wurde sein Vertrag mit den Capitals nicht verlängert, weshalb Aulin für die Saison 2006/07 bei den Springfield Falcons unterzeichnete, wobei er lediglich 13 Spiele absolvieren konnte, da ihm seine Schulterverletzung erneut Probleme bereitete. Im Sommer 2007 spielte Aulin in seiner Heimatstadt Calgary in einer sogenannten „Non-Contact“-League, in der er die Scoringliste anführte. Nach einem Stockschlag gegen das Genick war Aulin zunächst bewusstlos und musste im Krankenhaus versorgt werden. Aufgrund der erlittenen Verletzung überlegte der Kanadier, seine Karriere zu beenden. Gegen Ende der Saison 2007/08 spielte er jedoch für die University of Calgary und war damit der erste ehemalige NHL-Spieler in einer Universitätsmannschaft seit 20 Jahren.
Nachdem der Rechtsschütze seine Schulter weiter auskuriert hatte und die Spielzeit 2008/09 komplett ausgesetzt hatte, wurde er von den Columbus Blue Jackets in das Trainingscamp für die Saison 2009/10 eingeladen. Er startete die Saison beim Farmteam der Blue Jackets, den Syracuse Crunch, wo er zunächst einen Probevertrag erhielt, der im weiteren Verlauf der Saison zu einem vollwertigen Arbeitsverhältnis umgewandelt wurde. Für die Saison 2010/11 wurde der Kanadier in das Trainingscamp der Edmonton Oilers eingeladen, konnte diese jedoch nicht von sich überzeugen.
Im Oktober 2010 verließ Aulin erstmals Nordamerika und wechselte nach Europa zum schwedischen Zweitliga-Team Leksands IF. Im Juni 2011 unterschrieb der Stürmer einen Einjahresvertrag bei Örebro HK aus der HockeyAllsvenskan. Für das Team aus Örebro spielte Aulin insgesamt vier Jahre und schaffte mit der Mannschaft im Frühjahr 2013 den Aufstieg in die Svenska Hockeyligan. Als Topscorer der gesamten Allsvenskan hatte der Stürmer daran maßgeblichen Anteil.
Nach fünf Spielzeiten in Schweden unterschrieb der Kanadier am 23. Juni 2015 einen Vertrag beim Schweizer Eishockeyclub SC Rapperswil-Jona Lakers aus der National League B, der zweithöchsten Liga der Schweiz. Im Jahr 2018 gelang Jared Aulin und seinem Team aus Rapperswil-Jona der Gewinn des Schweizer Cups und die Meisterschaft in der zweiten Liga und damit der Aufstieg in die National League. Nachdem der Stürmer die Saison 2018/19 bei dem Team am Zürichsee begonnen hatte, wurde am 28. Dezember 2018 der Wechsel des Kanadiers in die Deutsche Eishockey Liga zu den Straubing Tigers bekannt gegeben.
Seine Karriere ließ der Kanadier in der Saison 2019/20 bei Manchester Storm aus der Elite Ice Hockey League ausklingen.

## Erfolge und Auszeichnungen
| - 1998 AMBHL Most Valuable Player - 2000 Teilnahme am CHL Top Prospects Game - 2001 WHL West First All-Star Team - 2002 WHL West First All-Star Team - 2003 Teilnahme am AHL All-Star Classic | - 2006 Calder-Cup-Gewinn mit den Hershey Bears - 2013 Meisterschaft der HockeyAllsvenskan und Aufstieg in die Svenska Hockeyligan mit dem Örebro HK - 2013 Topscorer der HockeyAllsvenskan - 2018 Meisterschaft der Swiss League und Aufstieg in die National League mit den SC Rapperswil-Jona Lakers - 2018 Schweizer Cupsieger mit den SC Rapperswil-Jona Lakers |

### International
- 2002 Silbermedaille bei der U20-Junioren-Weltmeisterschaft

## Karrierestatistik
Stand: Ende der Saison 2017/18

### International
Vertrat Kanada bei:
- U20-Junioren-Weltmeisterschaft 2002

(Legende zur Spielerstatistik: Sp oder GP = absolvierte Spiele; T oder G = erzielte Tore; V oder A = erzielte Assists; Pkt oder Pts = erzielte Scorerpunkte; SM oder PIM = erhaltene Strafminuten; +/− = Plus/Minus-Bilanz; PP = erzielte Überzahltore; SH = erzielte Unterzahltore; GW = erzielte Siegtore; 1 Play-downs/Relegation; Kursiv: Statistik nicht vollständig)